# Komödianten (film 1925)
Komödianten è un film muto del 1925 diretto da Karl Grune.

## Produzione
Il film fu prodotto dalla Stern-Film.

## Distribuzione
Distribuito dalla Landlicht-Filmverleih GmbH, fu presentato in prima a Berlino il 23 febbraio 1925.